# António Reis
António Fernando Marques Ribeiro Reis (ur. 9 maja 1948 w Lizbonie) – portugalski historyk i wykładowca, profesor Uniwersytetu Nowego w Lizbonie, wieloletni parlamentarzysta, wielki mistrz Wielkiego Wschodu Luzytanii – Masonerii Portugalskiej.

## Życiorys
Ukończył studia filozoficzne na Uniwersytecie we Fryburgu w Szwajcarii, następnie zaś uzyskał doktorat z dziedziny historii na Wydziale Nauk Społecznych i Humanistycznych Uniwersytetu Nowego w Lizbonie. Pracuje jako wykładowca na tejże uczelni oraz wicedyrektor Instytutu Historii Współczesnej Wydziału Nauk Społecznych i Humanistycznych.
W czasie dyktatury Salazara działał w opozycji antyreżimowej, był współzałożycielem Partii Socjalistycznej, a także redaktorem pisma „Revista Seara Nova” (1969–1974). Brał udział w wypadkach z 25 kwietnia 1974, kiedy został obalony autorytarny ustrój Portugalii. W 1975 został wybrany w skład Zgromadzenia Konstytucyjnego, następnie zaś zasiadał w Zgromadzeniu Republiki z ramienia PS jako reprezentant okręgów Santarém, Aveiro i Braga (1976–1983 i 1995–2002). W 1978 był sekretarzem stanu w resorcie kultury. Pełnił funkcję wiceprzewodniczącego frakcji poselskiej socjalistów, przewodniczącego Komisji Etyki Zgromadzenia, a także szefa delegacji portugalskiej do Zgromadzenia OBWE.
Pracował w Radiu i Telewizji Portugalskiej (RTP), gdzie odpowiadał za programy kulturalne (1985–1986). Od 1998 jest członkiem, zaś od 2000 mistrzem Wielkiego Wschodu Luzytańskiego – Masonerii Portugalskiej. Działał w loży „Estrela d’Alva” (port. „Jutrzenka”). W czerwcu 2005 został wybrany wielkim mistrzem Wielkiego Wschodu Luzytańskiego (Grande Oriente Lusitano, GOL). Jest to najstarsza obediencja wolnomularska istniejąca w Portugalii (od 1802) licząca obecnie około 2 tysięcy członków. W 2008 uzyskał reelekcję na to stanowisko.
Jest autorem książek: „O Marxismo e a Revolução Portuguesa” (Edições Portugal Socialista, Lisboa 1979), „Raúl Proença – Biografia de um Intelectual Político Republicano” (Imprensa Nacional – Casa da Moeda, Lisboa 2003),
„Portugal Contemporâneo (1820–1992)”, 6 tomów (Publicações Alfa, Lisboa 1990–1993; redaktor i współautor), „Portugal: Vinte Anos de Democracia” (Círculo de Leitores, Lisboa 1994; redaktor i współautor), „Portugal: Ano 2000” (Círculo de Leitores, Lisboa 2000; redaktor i współautor).